# روبرت داوسون
روبرت داوسون (بالإنجليزية: Robert Dawson)‏ (1 أغسطس 1963 - ) هو مدرب كرة قدم ولاعب كرة قدم بريطاني في مركز الظهير. لعب مع نادي سانت ميرين.

## وصلات خارجية
- روبرت داوسون على موقع قاعدة بيانات كرة القدم.إي يو (الإنجليزية)